# Mathis Suray
Mathis Suray (Charleroi, 26 luglio 2001) è un calciatore belga, centrocampista del Go Ahead Eagles.

## Carriera
Suray è creciuto nelle giovanili dell'Anderlecht, che ha lasciato nel settembre del 2020 per unirsi al Dordrecht. Ha debuttato nel calcio professionistico il 5 ottobre nell'incontro di Eerste Divisie perso 2-0 contro il TOP Oss ed ha trovato il suo primo gol la stagione successiva, il 29 ottobre 2021 contro il Volendam.
Il 16 maggio 2024 ha firmato un triennale con il Go Ahead Eagles, con cui ha esordito nella prima divisione olandese.

## Statistiche

### Presenze e reti nei club
Statistiche aggiornate al 30 agosto 2024.’’
| Stagione        | Squadra         | Campionato      | Campionato | Campionato | Coppe nazionali | Coppe nazionali | Coppe nazionali | Coppe continentali | Coppe continentali | Coppe continentali | Altre coppe | Altre coppe | Altre coppe | Totale | Totale |
| Stagione        | Squadra         | Comp            | Pres       | Reti       | Comp            | Pres            | Reti            | Comp               | Pres               | Reti               | Comp        | Pres        | Reti        | Pres   | Reti   |
| --------------- | --------------- | --------------- | ---------- | ---------- | --------------- | --------------- | --------------- | ------------------ | ------------------ | ------------------ | ----------- | ----------- | ----------- | ------ | ------ |
| 2020-2021       | Dordrecht       | 1D              | 16         | 0          | CO              | 1               | 0               |                    | -                  | -                  |             | -           | -           | 17     | 0      |
| 2021-2022       | Dordrecht       | 1D              | 32         | 5          | CO              | 1               | 0               |                    | -                  | -                  |             | -           | -           | 33     | 5      |
| 2022-2023       | Dordrecht       | 1D              | 26         | 1          | CO              | 1               | 0               |                    | -                  | -                  |             | -           | -           | 27     | 1      |
| 2023-2024       | Dordrecht       | 1D              | 38+2       | 13+1       | CO              | 2               | 0               |                    | -                  | -                  |             | -           | -           | 42     | 14     |
| 2024-2025       | Go Ahead Eagles | ED              | 4          | 0          | CO              | 0               | 0               |                    | -                  | -                  |             | -           | -           | 4      | 0      |
| Totale carriera | Totale carriera | Totale carriera | 118        | 20         |                 | 5               | 0               |                    | -                  | -                  |             | -           | -           | 123    | 20     |

## Palmarès

### Club

#### Competizioni nazionali
- Coppa dei Paesi Bassi: 1

Go Ahead Eagles: 2024-2025